# De quelques évènements sans signification
Pour plus de détails, voir Fiche technique et Distribution.
De quelques événements sans signification (أحداث بدون دلالة) est un film marocain réalisé par Mustapha Derkaoui, sorti en 1975.

## Synopsis
Un groupe de jeunes cinéastes demandent à des habitants de Casablanca leur opinions sur le cinéma marocain, afin d'en produire un film. Durant le tournage une dispute éclate entre un docker et son supérieur et entraine la mort accidentelle de ce dernier. L'équipe de tournage, qui a filmé la scène s'interroge alors sur le mobile de cet homme et sur le rôle que peut jouer le cinéma dans la société, et les formes qu'il peut prendre.

## Fiche technique
- Titre : De quelques événements sans signification
- Titre original : أحداث بدون دلالة
- Réalisation : Mustapha Derkaoui
- Scénario : Mustapha Derkaoui
- Image : Mohamed Abdelkrim Derkaoui
- Son : Stan Wiszniewski et Noureddine Gounejjar
- Montage : Mustapha Derkaoui
- Musique : Włodzimierz Nahorny
- Producteurs : Mustapha Derkaoui
- Sociétés de production : Basma Production
- Pays d'origine :  Maroc
- Langue originale : arabe marocain et français
- Format : couleur - 16mm[1]
- Durée : 76 min
- Dates de sortie :
  - France : 1975 (projection unique[2])

## Distribution
- Abdellatif Nour
- Abbas Fassi-Fihri
- Hamid Zoughi
- Mostafa Dziri
- Aïcha Saâdoun
- Mohamed Derham
- Salah-Eddine Benmoussa
- Abdelkader Moutaâ
- Khalid Jamaï
- Chafik Shimi
- Malika El Mesrar
- Omar Chenbout
- Mostafa Nissabouri

## Diffusion du film
Le film est immédiatement censuré par le pouvoir. Il est diffusé une seule fois en 1974, à Paris. En 2016, Léa Morin retrouve une copie à la Cinémathèque de Catalogne (en). Le film est restauré. En 2019, le film est projeté pour la première fois, 45 ans après sa réalisation.